# La figlia del gigante dei ghiacci
La figlia del gigante dei ghiacci (The Frost Giant's Daughter, altrimenti conosciuto con il titolo Gods of the North), noto anche come La figlia del gigante del gelo [scritto anche Dei del nord], è un racconto fantasy facente parte del ciclo di Conan il barbaro dello scrittore Robert Ervin Howard.

## Trama
Dopo una furiosa lotta contro la popolazione Vanir, Conan riceve un forte colpo in testa da uno di questi barbari dalle rosse barbe che però non riesce a metterlo fuori gioco; nell'istante successivo Conan sgozza il Vanir, ma la stanchezza ed il colpo in testa subìto lo fanno crollare privo di sensi nella neve.
Si sveglia poco dopo e vede di fronte a sé una ragazza stupenda, sorridente e ben tornita che gli fa cenno di seguirlo. Un istinto sessuale animalesco fa alzare Conan dal suo svenimento e gli fa ribollire il sangue, tanto da cominciare a seguire la ragazza che però riesce sempre a stare a qualche passo di distanza dal barbaro, per quanto questo acceleri il passo sempre più.
Conan non si spiega come faccia questa ragazza, seminuda, a resistere al freddo e soprattutto a correre più veloce di lui, ma non fa a tempo a chiedersi queste cose che scopre che la ragazza lo ha allontanato di molto dal luogo in cui era svenuto per attirarlo in una trappola. Ad un certo punto infatti, la ragazza chiama a sé i suoi "fratelli", dei giganti glaciali armati di enormi bastoni che attentano alla vita di Conan. In preda ad una furia mista fra istinto di sopravvivenza e rabbia per l'occasione persa (con la donna), Conan massacra i due giganti e sta per sopraffare anche lei, quando questa chiama in suo aiuto suo "padre" il dio Yimir. 
Conan fa a tempo solo a strappare l'esile velo che la ragazza indossava quando viene accecato e sviene di nuovo.
I suoi compagni della lotta contro i Vanir lo ritrovano svenuto, però nel punto originario, e cercano di convincere Conan che non ha visto nessuna ragazza, ma che era preda di deliri conseguenti allo svenimento. Uno dei più anziani fra loro però è convinto che Conan abbia visto Atali, la figlia del dio-gigante dei ghiacci Yimir che viene sul campo di battaglia per prendere l'anima dei moribondi. Tutti lo deridono, ma Conan, alzatosi, si ritrova in mano proprio il velo strappato alla ragazza...

## Commento
In questo racconto Howard parla di "brama" sessuale, un argomento che poco piaceva all'America puritana degli anni 30. Come al solito l'azione e lo stile narrativo serrato non mancano e, seppure tra i più brevi, questo racconto fa capire molto bene la strada intrapresa dallo scrittore per il personaggio di Conan.

## Storia editoriale
Howard propose il racconto con il titolo The Frost Giant’s Daughter  insieme a La fenice sulla lama (The Phoenix on the Sword) a Farnsworth Wright curatore di Weird Tales, che però lo rifiutò (mentre accettò dopo alcune modifiche La fenice sulla lama). Howard comunque riteneva meritevole il racconto e lo pubblicò su una fanzine con il titolo cambiato in The Frost-King’s Daughter e il nome del protagonista cambiato in "Amra".
Una prima versione della storia venne pubblicata nella raccolta The Coming of Conan (Gnome Press, 1953) e quindi in  Conan of Cimmeria (Lancer Books, 1969). L'ultima revisione scritta da Howard fu pubblicata nel 1976 da Donald M. Grant in un'edizione della Rogues in the House (Gli intrusi a palazzo). Quest'ultima versione è quella compresa nella raccolta The Conan Chronicles Volume 1: The People of the Black Circle (Gollancz, 2000) e in  The Coming of Conan the Cimmerian (Del Rey, 2004).